# Oblast Sliven
Oblast Sliven (bugarski Област Сливен) nalazi se u središnjoj Bugarskoj. Prema popisu stanovništva iz 2001. godine oblasti živi 218.474 stanovnika, dok je prosječna gustoća naseljenosti 61 stan./km². Najveći grad i administrativno središte oblasti je grad Sliven sa 106.434 stanovnika.
Oblast Sliven sastoji se od četiri općine:
- 1. Kotel (sastoji se od jednoga grada i 25 sela)
- 2. Nova Zagora (sastoji se od jednoga grada i 33 sela)
- 3. Sliven (sastoji se od dva grada 47 sela)
- 4. Tvrdica (sastoji se od dva grada i sedam sela)

Gradovi u Oblasti Sliven
| Grad        | Bugarski naziv | Stanovnika (2004/2005) |
| ----------- | -------------- | ---------------------- |
| Kermen      | Кермен         | 2.171                  |
| Kotel       | Котел          | 7.179                  |
| Nova Zagora | Нова Загора    | 26.095                 |
| Šivačevo    | Шивачево       | 4.259                  |
| Sliven      | Сливен         | 106.434                |
| Tvrdica     | Твърдица       | 6.888                  |

Većinsko stanovništvo oblasti su Bugari (163.188), zatim Romi (22.971) i Turci (26.777). Romi čine 11,2% ukupnoga stanovništva što je najviše od svih bugarskih oblasti.

## Vanjske poveznice
- Službena stranica oblasti

### Ostali projekti
|  | Zajednički poslužitelj ima još gradiva o temi Oblast Sliven |